# Савицкий, Вячеслав Фабианович
Вячеслав Фабианович Савицкий (26 августа (8 сентября) 1902 — 16 апреля 1965) — советский и американский учёный, селекционер сахарной свёклы.

## Биография
Родился 8 сентября 1902 года в области Войска Донского в семье ветеринара. Окончил Елецкую классическую гимназию (1919), сельскохозяйственный институт в Харькове со степенью агронома 1 разряда (1924), аспирантуру (1926, ученик Н. И. Вавилова и Г. Д. Карпеченко).
В 1926—1928 — агроном-селекционер Белоцерковской опытной станции. Также преподавал на организованных при ней Высших курсах по селекции. С 1928 года — руководитель лаборатории в Институте сахарной свеклы (Киев), профессор и зав. кафедрой в двух вузах: Белоцерковском и Киевском СХИ. Под его руководством в Киевском институте сахарной свеклы работы по изучению природы односемянности вела Мария Григорьевна Бордонос.
Кандидат (1936), доктор (1939) биологических наук, профессор. Тема докторской диссертации — «Изменчивость и наследственность в роду Betavulgaris L.»
После начала войны уклонился от эвакуации и остался в Киеве, продолжая исследования. При приближении советских войск эмигрировал сначала в Польшу (1943, Познанский университет), затем в Западную Германию (1945), а позже перебрался в США (ноябрь 1947).
Работал в области селекционно-генетических исследований сахарной свеклы сначала в Солт-Лейк-Сити, штат Юта, затем в Салинасе, Калифорния (с 1961), супруга, Елена Харечко-Савицкая, как цитолог, активно включалась в работу мужа.
В июле 1948 года при обследовании семеноводческих плантаций многосемянной свеклы (Мичиганский гибрид 18) в Орегоне, в присутствии Дж. МакФарлейна и других учёных обнаружил пять односемянных растений, два из которых оказались самофертильными и дали начало линиям SLC 101 и SLC 107. Совместно с американским генетиком Ф.Оуэном на базе этих линий получил односемянные линии-закрепители ЦМС и разработал генетическую схему производства гибридов на стерильной основе. В 1964 году эти гибриды занимали в США свыше 80 % всех посевов сахарной свеклы.
Односемянная самофертильная линия О типа SLC 101 и другие были разосланы В. Ф. Савицким во многие свеклосеющие страны Европы, в том числе и в СССР, во Всесоюзный институт растениеводства.
Умер 6 апреля 1965 года от сердечного приступа в городе Сан-Бенансио, округ Монтерей, Калифорния, в котором жил.

## Семья
Жена — Елена Ивановна Харечко-Савицкая (1901 — 20 мая 1986), цитолог и цитоэмбриолог.

## Публикации
- Генетика сахарной свеклы / В. Ф. Савицкий // Свекловодство. - Киев: Госсельхозиздат, 1940. Т. 1. С. 551—686.
- Savitsky, V. F. (1950). Monogerm sugar beets in the United States. Proceedings. American Society of Sugar Beet Technologists 1949, pp. 156—159.
- Savitsky, V. F. (1954). Inheritance of the number of flowers in flower clusters of Beta vulgarisL. Proceedings of the American Society of Sugar Beet Technologists 8, 3-18.